# Pholcus kwanaksanensis
Pholcus kwanaksanensis är en spindelart som beskrevs av Joon Namkung och Kim 1990. Pholcus kwanaksanensis ingår i släktet Pholcus och familjen dallerspindlar. Inga underarter finns listade i Catalogue of Life.